# Phygadeuon optatus
Phygadeuon optatus är en stekelart som beskrevs av Kokujev 1909. Phygadeuon optatus ingår i släktet Phygadeuon och familjen brokparasitsteklar. Inga underarter finns listade i Catalogue of Life.